# Bato I de Cirene
Bato I de Cirene (griego antiguo Βάττος Ἀριστοτέλης) fue el primer rey de Cirene desde 631 hasta finales de 590 a. C. Marco Juniano Justino dice que su nombre original fue Aristeo de Cirene (griego antiguo Αρισται̂ος). Era hijo de Polimnesto de Tera y supuestamente de una princesa de Creta llamada Frónima. Heródoto dice que el nombre de Bato era una palabra libia que significaba rey. Otras teorías dicen que deriva tal vez del término battarízō (tartamudear). Según Píndaro el auténtico nombre de Bato era Aristóteles. En realidad Bato fue un nombre propio común en la Antigua Grecia.
Grino, hijo de Esanias, que era descendiente de Teras y reinaba en la isla de Tera, llegó a Delfos conduciendo una hecatombe desde su ciudad; y entre los ciudadanos que lo acompañaban figuraba Bato, del linaje de los Minias. Al consultar Grino, el rey (basileus) de los Tereos, sobre otros asuntos, la Pitia le responde que funde una ciudad en Libia, y él contestó: “Yo, señor, soy ya bastante viejo y estoy tan débil que me cuesta ponerme en pie: ordena tú a alguno de estos jóvenes que haga eso”. Y, al tiempo que decía estas cosas, señalaba a Bato. Tal ocurrió entonces, pero luego, cuando regresaron a casa, no tuvieron en consideración el oráculo, ya que no sabían dónde podía estar la tierra de Libia y no se atrevían a enviar una colonia (apoikía) a ciegas. Sin embargo, algún tiempo después, hubo siete años sin lluvia en Tera, en los cuales se secaron todos los árboles de la isla, excepto uno solo. Al consultar los Tereos al Oráculo cómo solucionar la calamidad, la Pitia les recordó la colonia a fundar en Libia. El oráculo pronunciado rezaba así:
“Quien a la encantadora Libia llegue demasiado tarde, distribuida ya la tierra, proclamo que un día habrá de pesarle.”
 El origen de esta leyenda pudo ser la relación entre el verbo griego battarízein (tartamudear) y el término báttos que en Libia, según el testimonio de Heródoto, significaba rey. Término, este último, tal vez relacionado con la palabra bit, que designaba al rey del Bajo Egipto.
Procedente de la isla de Tera, fundó el embrión de lo que después sería Cirene hacia el año 639 a. C. Después de fundar una colonia en la isla de Platea (actual isla de Bomba), en la costa oriental de Cirenaica, en el golfo de Bomba. A los dos años se trasladó al territorio de Aciris, en tierra firme, donde los colonos permanecieron seis años hasta que encontraron un emplazamiento mejor en la región de Irasa, y fundaron Cirene más al interior (631 a. C.), en el territorio de la tribu libia de los asbistas, que dominaban las tierras más fértiles y con agua. Tomó el título de rey e inició la dinastía de los Batiadas.
Sometió a los libios de los alrededores, con la ayuda del lacedemonio Anquionis. La colaboración con sus vecinos libios fue intensa y se produjo una mezcla importante, pero los libios constituían la clase baja y estaban excluidos del poder político. Bato I inició la fundación de colonias cireneas. Construyó una carretera y un templo dedicado a Apolo.
Gobernó hasta su muerte, acaecida hacia el año 590 a. C. Su tumba se colocó en el lugar donde la carretera que había construido se encontraba con el ágora. Sus súbditos le adoraron como un héroe. Según Pausanias le dedicaron una estatua en Delfos, en la que estaba representado en un carruaje conducido por las ninfas Cirene, y Libia en la acción de coronarlo.